# Adelphomyia flavella
Adelphomyia flavella är en tvåvingeart som först beskrevs av Alexander 1920.  Adelphomyia flavella ingår i släktet Adelphomyia och familjen småharkrankar. Inga underarter finns listade i Catalogue of Life.